# Liste des maires de Vitry-le-François
Liste des maires de Vitry-le-François dans le département de la Marne.

## Liste des maires
| Période                                  | Période    | Identité                          | Étiquette          | Qualité                                                      |
| ---------------------------------------- | ---------- | --------------------------------- | ------------------ | ------------------------------------------------------------ |
| Les données manquantes sont à compléter. |            |                                   |                    |                                                              |
| 1765                                     | 1768       | Paul de Roussel                   | Sans étiquette     |                                                              |
| 1768                                     | 1771       | Philippe de Ballidart             | Sans étiquette     |                                                              |
| 1771                                     | ?          | Jacques-Daniel-Alexandre Gillet   | Sans étiquette     |                                                              |
| ?                                        | avant 1792 | Jean-César Battellier             |                    | Horloger, député de la Marne                                 |
| 1800                                     | 1815       | Jean-Baptiste Leblanc             |                    |                                                              |
| 1816                                     | 1821       | Joseph Barbier                    |                    |                                                              |
| 1821                                     | 1843       | Louis Jacobé de Soulanges         |                    |                                                              |
| 1843                                     | 1848       | Adolphe Jacobé de la Franchecourt |                    |                                                              |
| 1848                                     | 1852       | Jean Bertrand                     | Droite             | Député de la Marne                                           |
| 1852                                     | 1870       | Joseph Auguste Cosquin            |                    | Notaire, Conseiller général de la Marne                      |
| 1870                                     | 1870       | Pierre Eugène Valentin            |                    | Directeur provisoire de l'administration municipale          |
| 1871                                     | 1875       | Charles Laffrique                 |                    |                                                              |
| 1875                                     | 1882       | Alfred Ménard                     |                    |                                                              |
| 1882                                     | 1884       | Ambroise Hatier                   |                    |                                                              |
| 1884                                     | 1888       | Paul Guyot                        | Union républicaine | Conseiller général, député de la Marne                       |
| 1888                                     | 1888       | Arthur Marchand                   |                    |                                                              |
| 1888                                     | 1892       | Ambroise Hatier                   |                    |                                                              |
| 1892                                     | 1904       | Auguste Collet                    |                    |                                                              |
| 1904                                     | 1908       | Alfred Ménard                     |                    |                                                              |
| 1908                                     | 1910       | Edmond Barchat                    |                    |                                                              |
| 1910                                     | 1911       | Alfred Ménard                     |                    |                                                              |
| 1912                                     | 1914       | Eugène Forfer                     |                    |                                                              |
| 1914                                     | 1919       | Émile Paillard                    |                    | Président de la délégation spéciale                          |
| 1919                                     | 1925       | Edmond Barchat                    |                    |                                                              |
| 1925                                     | 1929       | Albert Munerelle                  |                    |                                                              |
| 1929                                     | 1944       | Lucien Prud'homme                 | Socialiste modéré  |                                                              |
| 1944                                     | 1945       | André Pillier                     |                    | Président de la délégation spéciale                          |
| 1945                                     | 1953       | Hippolyte Tramet                  | Radical            | Conseiller général                                           |
| 1953                                     | 1971       | Jean Juif                         |                    |                                                              |
| 1971                                     | 1989       | Jean Bernard                      | RPR                | Conseiller général, député puis sénateur de la Marne         |
| 1989                                     | 2001       | Jean-Pierre Bouquet               | PS                 | Conseiller général et député de la Marne                     |
| 2001                                     | 2008       | Michel Biard                      | RPR puis UMP       | Président de la Communauté de communes                       |
| 2008                                     | En cours   | Jean-Pierre Bouquet               | PS                 | Conseiller général et président de la Communauté de communes |